# Casa Roig i Serra
La Casa Roig i Serra és una obra de Vilanova i la Geltrú (Garraf) protegida com a Bé Cultural d'Interès Local.

## Descripció
Es tracta d'un edifici entre mitgeres destinat en origen a habitatge unifamiliar.
L'immoble és de planta rectangular. Es compon de planta baixa i dues plantes pis amb coberta a dues vessants de teula àrab. Consta de tres crugies perpendiculars a façana. El vestíbul lateral té volta rebaixada i escala d'accés a les dues plantes. A la planta principal hi havia una galeria que ha estat tancada. Té terrat i cossos adossats a les mitgeres.
Les parets són de paredat comú i totxo. Presència de voltes rebaixades i els forjats són de bigues de fusta, llata i rajoles, així com bigues de formigó i revoltó ceràmic.
La façana s'articula a partir dels eixos verticals. A la planta baixa hi ha tres portals amb brancals de pedra i llindes de fusta, amb arc rebaixat. Hi ha tres balcons de llosa d'entramat metàl·lic i ceràmica. A la planta primera hi ha una fornícula i finestra tribuna. Al segon pis hi ha tres balcons amb llosa de pedra. El coronament és un ràfec de teula.